# 남원주초등학교
남원주초등학교는 대한민국 강원특별자치도 원주시에 있는 공립 초등학교이다.

## 학교 연혁
- 1998.03.01 남원주초등학교 개교
- 2015.02.13 제17회 졸업식 거행(졸업생 250명 / 졸업생 누계 5,051명)
- 2015.03.01 초등학교 44(1)학급, 유치원 1학급 편성
- 2015.03.02 제9대 김희성 교장선생님 부임

## 참고 자료
- 남원주초등학교 - 한국교육학술정보원 학교알리미